# Nový Šaldorf-Sedlešovice
Nový Šaldorf-Sedlešovice (in tedesco Neuschallersdorf-Edelspitz) è un comune della Repubblica Ceca facente parte del distretto di Znojmo, in Moravia Meridionale.